# Одессит Мишка
«Одессит Мишка» — песня Модеста Табачникова на стихи Владимира Дыховичного из репертуара Леонида Утёсова. Появилась в репертуаре певца в 1942 году.

## О песне
Стихи песни «Одессит Мишка» — принадлежат поэту Владимиру Дыховичному. В конце 1941 года, являясь участником одной из артистических фронтовых бригад, Дыховичный откликнулся своими строками на оставление города Одессы советскими войсками. Стихотворение «Одессит Мишка» сначала появилось в журнале, где композитор Модест Табачников, который в эти же дни, находясь в составе действующей армии, отступал к городу Севастополю, его и обнаружил. У Табачникова уже была сочинённая музыка, которая и легла на этот текст, а песню включили в репертуар ансамбля при политуправлении Южного фронта.
В начале 1942-го эту песню с нотами передали самому популярному исполнителю Леониду Утесову, но ему вариант Табачникова не особо понравился. Леонид Осипович дал поручение улучшить музыкальное сопровождение текста пианисту своего оркестра Михаилу Воловацу. Новый вариант музыкальной композиции исполнял Утёсов и именно он стал популярным среди слушателей. Музыковеды, глубоко изучавшие творчество Утёсова, отмечали, что Воловац к песни сделал талантливую джазовую аранжировку.
«Ты, Одессит Мишка» Леонид Утёсов исполнил в ноябре 1942 года в киноальманахе «Концерт фронту» к 25 летию Великой Октябрьской Революции. Его исполнение Мишки в образе матроса в финале концерта стало знаковым номером. Через полгода, в 1943 году джаз-оркестр, под управлением Утёсова выпустил пластинку «Одессит Мишка», где на этикетке значилось: музыка — М. Воловац.
В «Музыкальной энциклопедии» (том 6, «Советская энциклопедия», 1982 год), авторство музыки отдаётся Модесту Табачникову. Это право подтверждено и в ВААП/РАО и в Первом Музыкальном Издательстве.

## Стихи песни
Дыховичный творчески отразил судьбу практически каждого мальчишки-одессита в четырёх куплетах. Было много споров, что не мог автор так точно предсказать в 1941 году судьбу города и поэтому стихи претерпели изменения в 1944 году, после освобождения Одессы. Однако имеется съёмка с записью концерта Утёсова от 1942 года, где певец в точности до строчки исполняет эту песню. Отличием только было: в версии 1942-го четверостишие о победе поется в будущем времени: «Еще услышат шелест развернутых знамен», а в послевоенной та же строчка в прошедшем времени: «Услышали мы шелест развернутых знамен».
30 апреля 1942-го в газете «Правда» было опубликовано отчетное слово о заседании Президиума Союза композиторов СССР, проходившего 27-29 апреля 1942 года. Критики Советского Союза настаивали: «Песня идейно ограничена. Затрагивает мещанские представления о жизни. В музыке использованы интонации салонного вальса». Претензии касались слов Дыховичного. Возникла ситуация, при которой с одной стороны песня нравилась народу и особенно фронтовикам, а с другой цензоры беспощадно травили автора и требовали изменить текст. В 1944 году поэт написал новый текст «Мишка вернулся в Одессу», который устроил критиков, но не особо полюбился народом. В апрельские дни 1944 года с самолётов над Одессой был разбросаны листовки с новой версией текста. Так как в оккупированном городе мало кто знал первоначальные слова, то именно обновлённые строки сразу же стали гимном освобождения Одессы.

## Другие исполнители песни
- Лариса Долина;
- Анжелика Агурбаш;
- Хор Турецкого;
- Александр Скляр.
- Михаил Гулько